# Macrosteles ossiannilssoni
Macrosteles ossiannilssoni är en insektsart som beskrevs av Lindberg 1954. Macrosteles ossiannilssoni ingår i släktet Macrosteles och familjen dvärgstritar. Arten är reproducerande i Sverige. Inga underarter finns listade i Catalogue of Life.